# أدا إيزاكس منكين
أدا إيزاكس منكين (بالإنجليزية: Adah Isaacs Menken)‏ (5 يونيو 1835 - 10 أغسطس 1868) ممثلة ورسامة وشاعرة أمريكية، وكانت الممثلة الأعلى دخلًا في وقتها. اشتهرت بتمثيلها في مسرحية مازيبا من نوع الهيبودراما، وبلغت أوجها على ما يبدو عندما ظهرت عارية راكبة حصان على خشبة المسرح. بعد نجاح كبير لبضع سنوات مع المسرحية في نيويورك وسان فرانسيسكو، ظهرت في عمل فني في لندن وباريس، منذ عام 1864 وحتى عام 1866. بعد رحلة قصيرة إلى الولايات المتحدة، عادت إلى أوروبا. ومع ذلك، أصبحت مريضة في غضون عامين وتوفيت في باريس عن عمر يناهز 33 عامًا.
روت منكين العديد من الروايات عن أصولها، بما في ذلك اسمها ومكان ميلادها وأصلها ودينها، وقد اختلف المؤرخون في رواياتهم. قال معظمهم أنها وُلدت لعائلة لويزيانية كريولية كاثوليكية، مع أصول أوروبية وأفريقية. مثلت في عروض مثيرة في الولايات المتحدة وأوروبا، تزوجت عدة مرات وكانت معروفة أيضًا بشئونها الخاصة. أنجبت ولدين، تُوفي كلاهما في سن الطفولة.
على الرغم من أنها كانت معروفة بشكل أفضل كممثلة، سعت مينكين لتكون معروفة ككاتبة. نشرت حوالي 20 مقالة و100 قصيدة وكتابًا لقصائدها المجمعة منذ عام 1855 وحتى عام 1868 (نُشر الكتاب بعد وفاتها). كُرس العمل المبكر للعائلة وبعد زواجها، تميز شعرها ومقالاتها بموضوعات يهودية. ومع ذلك، بدءًا من الأعمال المنشورة بعد الانتقال إلى نيويورك، حيث غيرت أسلوبها، عبرت منكين عن مجموعة واسعة من العواطف والأفكار حول مكان المرأة في العالم. مرت مجموعتها إنفيليكيا بعدة إصدارات وكانت تُطبع حتى عام 1902.

## النشأة والتعليم
تختلف الروايات عن حياة مينكين وأصولها إلى حد كبير. في سيرتها الذاتية «بعض الملاحظات عن حياتها بخط يدها»، المنشورة في نيويورك تايمز عام 1868، قالت منكين إنها وُلدت باسم ماري راشيل أديلايد دي فيري سبنسر في بوردو بفرنسا وعاشت في كوبا عندما كانت طفلة قبل استقرار عائلتها في نيو أورلينز. في مكان آخر، في عام 1865، كتبت أن اسم ميلادها كان دولوريس أديوس لوس فيرتيس، وأنها ابنة امرأة فرنسية من نيو أورلينز ورجل إسباني يهودي. حوالي عام 1940، كان إجماع العلماء على أن والديها كانوا أوغست تيودور، رجل أسود حر، وماري، الكريولية مختلطة الأعراق، نشأت أدا ككاثوليكية. كتب إد جيمس، وهو صديق صحفي، بعد وفاتها: «كان اسمها الحقيقي أديلايد ماكورد، ووُلدت في ميلنبرغ، بالقرب من نيو أورلينز، في 15 يونيو عام 1835». ربما روت هذه الرواية أيضًا. لديها أخت وأخ.
بناءً على تأكيدات منكين لكونه من سكان نيو أورلينز، قام وولف مانكوفيتز وآخرون بدراسة سجلات هيئة الصحة في المدينة. وخلصوا إلى أن أدا وُلدت في المدينة باعتبارها الابنة الشرعية لأوغست تيودور، وهو رجل حر اللون (مختلط العرق) وزوجته ماغدلين جان لويس جانو، من المحتمل أيضًا أن تكون لويزيانية كريولية. كان من الممكن أن تنشأ أدا ككاثوليكية. ومع ذلك، في عام 1990، قال جون كوفران، باستخدام سجلات التعداد، إنها ولدت باسم أدا سي. ماكورد، في ممفيس بولاية تينيسي، في أواخر عام 1830. وقال إنها ابنة تاجر أيرلندي، ريتشارد ماكورد، وزوجته كاترين. وفقًا لكوفران، تُوفي والدها عندما كانت صغيرة وتزوجت والدتها مرة أخرى. ثم انتقلت الأسرة من ممفيس إلى نيو أورلينز.
قيل إن أدا كانت طالبة ذكية؛ أصبحت تتحدث اللغة الفرنسية بطلاقة (التي استخدمها الكريولز وكانت لا تزال لغة بارزة في نيو أورلينز) والإسبانية.[إخفاق التحقق] وُصفت بأنها تمتلك موهبة في اللغات. عندما كانت طفلة، مثلت أدا كراقصة في فرقة باليه دار الأوبرا الفرنسية في نيو أورلينز. في طفولتها اللاحقة، مثلت دور راقصة في هافانا بكوبا، حيث توجت «ملكة الساحة».

## وصلات خارجية
- أدا إيزاكس منكين على موقع الموسوعة البريطانية (الإنجليزية)
- أدا إيزاكس منكين على موقع قاعدة بيانات برودواي على الإنترنت (الإنجليزية)
- أعمال أدا إيزاكس منكين في ليبري فوكس